# 忠誠こそ我が名誉

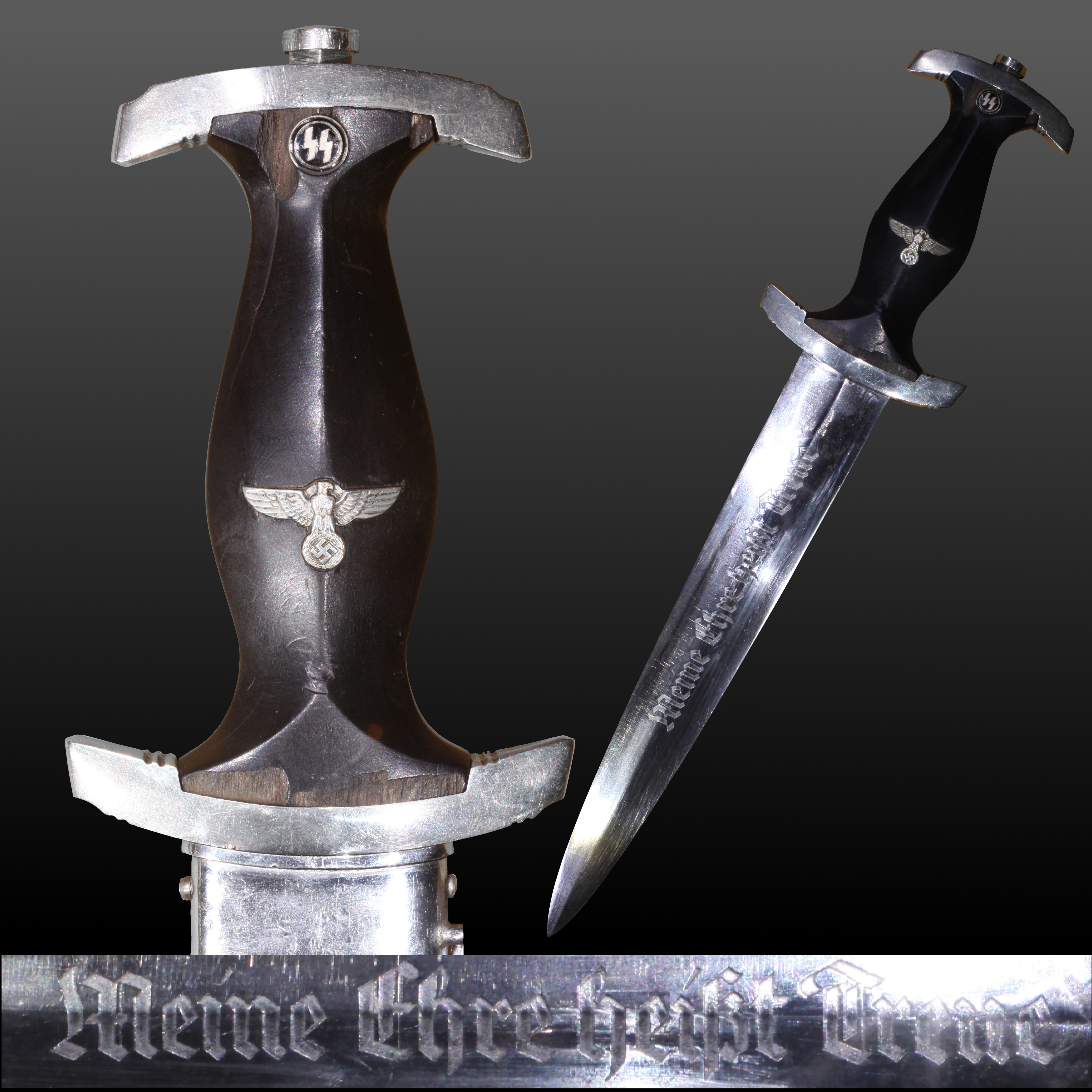
「忠誠こそ我が名誉」の文字が刻まれたSS短剣。

「忠誠こそ我が名誉」（ちゅうせいこそわがめいよ、または「わが名誉は忠誠なり」、独：Meine Ehre heißt Treue）は、国民社会主義ドイツ労働者党（NSDAP、ナチ党、ナチス）の準軍事組織である親衛隊(SS)の隊員たちのモットーである。

## 由来

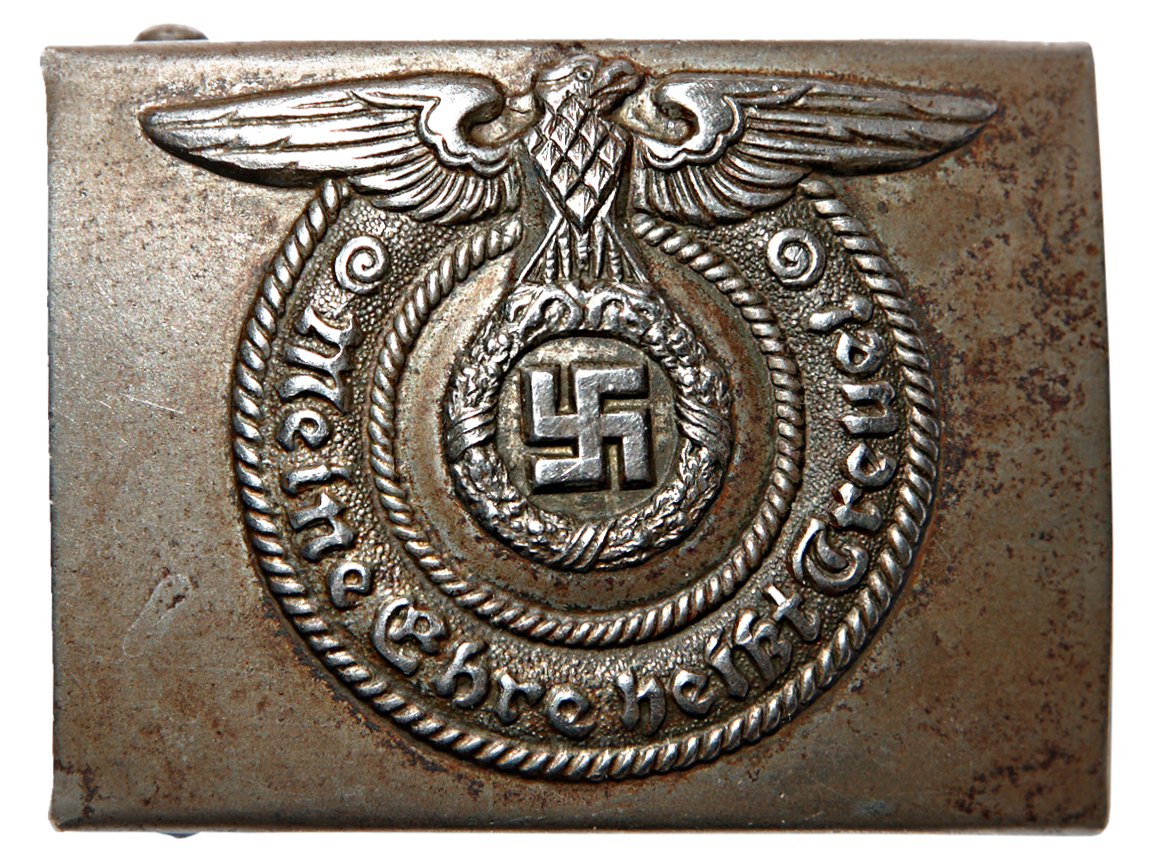
「忠誠こそ我が名誉」の文字が刻まれたSS下士官兵士用の四角形ベルトバックル。

1931年3月に東部ベルリン突撃隊指導者ヴァルター・シュテンネスがナチ党ベルリン大管区指導者ヨーゼフ・ゲッベルスに対して起こした反乱の鎮圧にクルト・ダリューゲ率いるベルリン親衛隊が活躍した。この親衛隊の功績に対して党首アドルフ・ヒトラーはダリューゲへの手紙の中で「SS隊員よ、忠誠は汝の名誉（SS-Mann, deine Ehre heißt Treue）」という賛辞を贈った。このヒトラーの言葉を親衛隊のモットーとして定めたのが「忠誠こそ我が名誉（Meine Ehre heißt Treue）」 であった。

## 使用

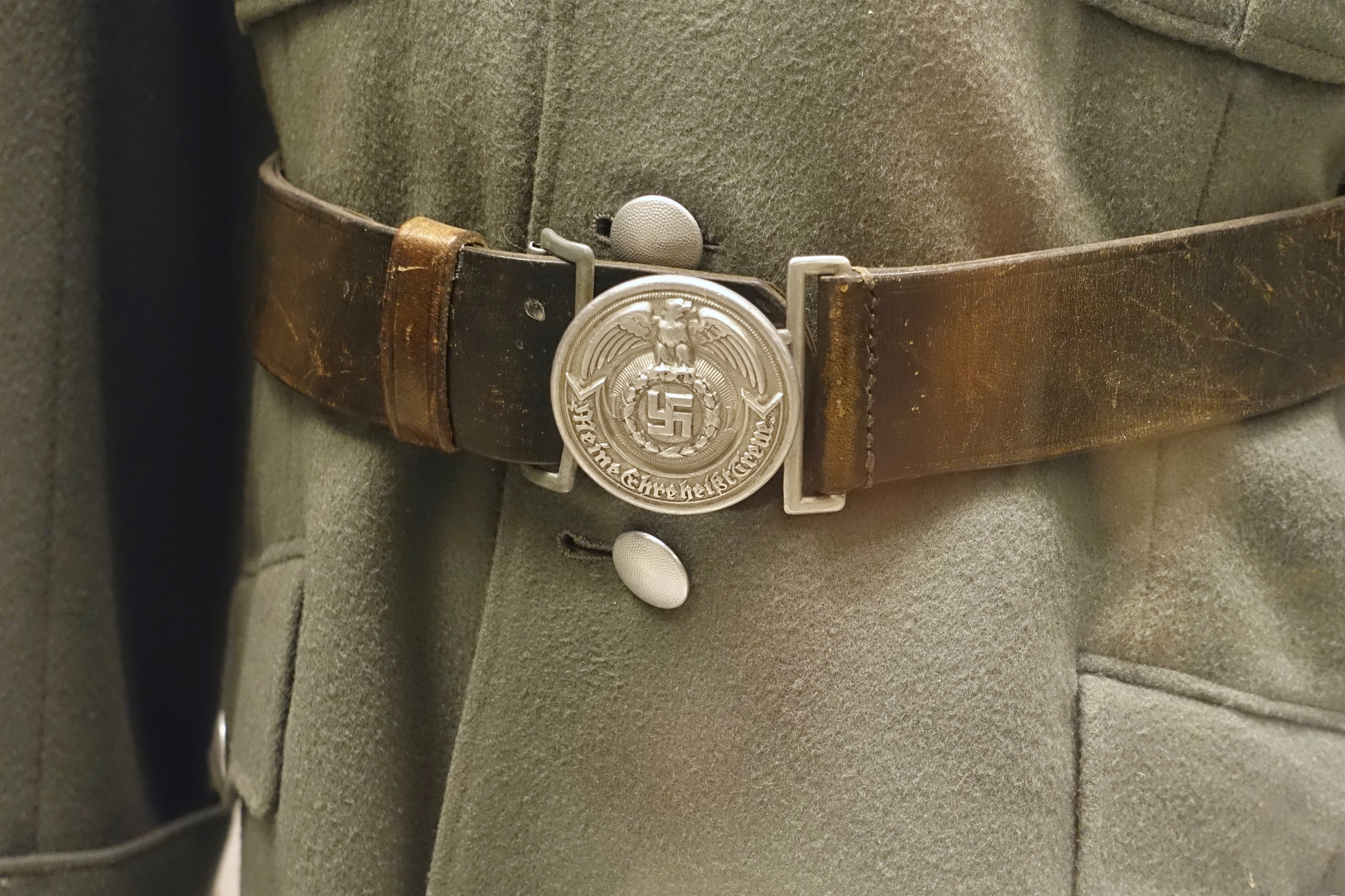
「忠誠こそ我が名誉」の文字が刻まれたSS将校用の丸形ベルトバックル

親衛隊員のベルトのバックルや短剣の刀身にはこの言葉が刻まれていた。なお陸軍や警察のバックルには「神は我らと共に (Gott mit uns)」という文字が入っていた。